# Hitachi Transportation Systems
Hitachi Transportation Systems befasst sich als Teil des japanischen Mischkonzerns Hitachi mit der Entwicklung und dem Bau von Schienenfahrzeugen, Steuerungs- und Signalsystemen für Eisenbahnen und eisenbahnorientierter Software, wie zum Beispiel Platzbuchungssystemen, Fahrgastinformationssystemen und Fahrkartenautomaten.

## Geschichte
1920 baute Hitachi seine erste Dampflokomotive, 1924 seine erste Elektrolokomotive. 1955 erhielt Hitachi den Zuschlag für den Bau von mehreren Spezial-Tiefladewagen für die Indian Railways. Mit der Lieferung von 33 Fahrzeugen für das Einschienenbahnsystem der Olympischen Spiele 1964 in Tokio, stieg Hitachi in die Entwicklung von Schienenfahrzeugen für den Personenverkehr ein. Im selben Jahr lieferte das Unternehmen auch Fahrzeuge für die erste neue Hauptlinie (Shinkansen) von Tokio nach Neu-Osaka und das Sitzplatzreservierungssystem MARS. 2015 hat Hitachi den italienischen Schienenfahrzeughersteller AnsaldoBreda übernommen. Das Nachfolgeunternehmen heißt Hitachi Rail Italia.
Anfang August 2021 kündigten Thales und Hitachi Rail an, in „exklusive Verhandlungen“ über die Übernahme der Thales-Sparte Ground Transportation Systems im Wert von 1,66 Milliarden Euro einzutreten. Die Übernahme verzögerte sich aufgrund von Wettbewerbsbedenken. Hitachi Transportation Systems schlug Mitte 2023 vor, seine bisherigen Geschäfte in Deutschland, Frankreich und Großbritannien abzustoßen. Nachdem Hitachi seinen Antrag bei der EU-Kommission aufgrund der geäußerten Wettbewerbsbedenken im November 2022 zurückgezogen hatte, reichte es diesen mit der vorgeschlagenen Abhilfemaßnahme im September 2023 neu ein. Die Kommission stimmte am 30. Oktober 2023 der Übernahme unter Auflagen zu. Im Januar 2024 schlossen Hitachi Rail und Mermec eine Verkaufsoption über Hitachis Leit-und-Sicherungstechnik-Geschäft für Vollbahnen in Deutschland, Frankreich und dem Großbritannien. Der Kauf der Transportsparte von Thales wurde schließlich im Mai 2024 abgeschlossen. Bei einem Kaufpreis von 1,66 Milliarden Euro wechselten 9000 Mitarbeiter den Arbeitgeber, soll der Jahresumsatz von Hitachi auf 7,3 Milliarden Euro (2023) steigen.

## Produkte

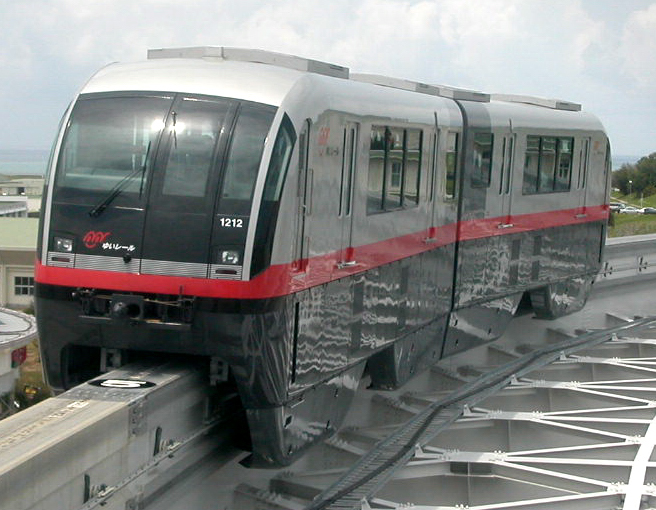
Einschienenbahn Naha, Okinawa

Hitachi baut Triebzüge sowohl für die klassischen, auf 1067 mm breiter Schmalspur fahrenden Eisenbahnen als auch für die auf 1435 mm breiter Normalspur fahrenden Expresszüge des Shinkansen-Systems. Darunter sind Regional- und Nahverkehrszüge, zum Teil auch auf Normalspur, auch mit Neigetechnik.
Nach der Tōkyō Monorail wurden noch sieben weitere Einschienenbahnen in Japan erstellt. Auch in weiteren asiatischen Staaten war Hitachi an Bau oder Fahrzeuglieferungen, insbesondere bei Systemen vom Typ Alwegbahn beteiligt, so zum Beispiel in Singapur oder im chinesischen Chongqing.
Die Nahverkehrszüge Series 3000 in Fukuoka und Series 12-000 auf der Ōedo-Linie der U-Bahn Tokio fahren auf normalspurigen Schienen, werden aber von einem Linearmotor angetrieben.
Hitachi fasst neuere Elektrotriebzüge als A-Train zusammen. Darunter fallen zum Beispiel U-Bahnen (Tokyo Metro 15000 series) und Vorortbahnen in Japan (Tobu 50000 series), aber auch Fernverkehrszüge des Intercity Express Programme in Großbritannien. Hitachi unterteilt die Fahrzeuge nach Geschwindigkeit in AT100, AT200, AT300 und AT400.

## Erfolge in Europa

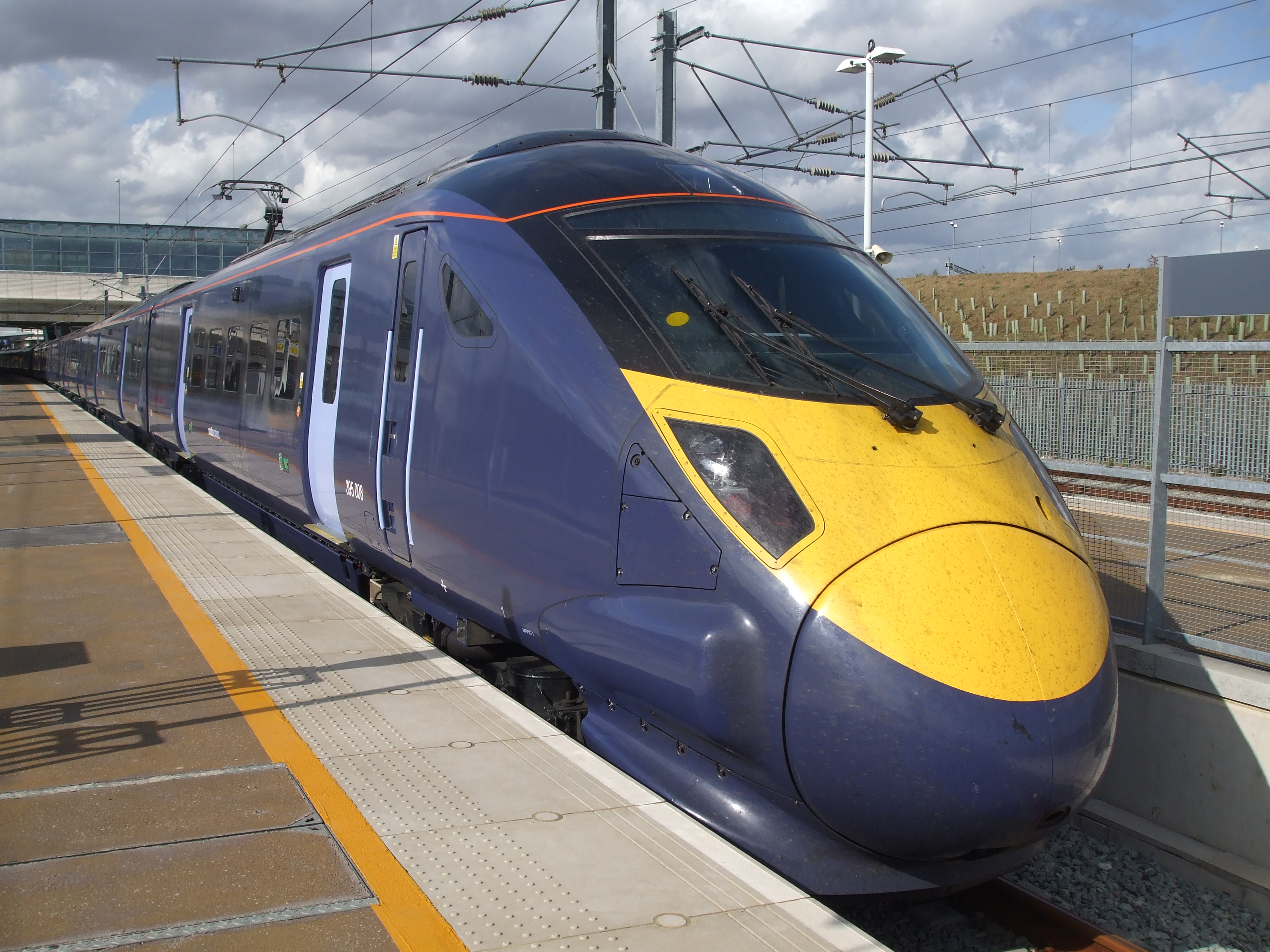
Britische Baureihe 395 Javelin

Einen ersten Erfolg in Europa erzielte Hitachi Rail mit dem Vertrag über die Lieferung von 29 schnellen Regionalverkehrszügen der Baureihe 395, die seit Dezember 2009 auf der ersten britischen Hochgeschwindigkeitslinie CTRL (seither in High Speed 1 umbenannt) mit 225 km/h verkehren und auf Zweigstrecken in der Grafschaft Kent mit seitlicher Stromschiene mit 160 km/h. Bei den Olympischen Spielen 2012 in London fuhren diese Züge als Javelin (Speer) zwischen den Bahnhöfen St. Pancras und Stratford-International, um Sportler und Zuschauer zu befördern. Die Züge wurden von Southeastern, einer Tochter von Govia, betrieben. Diese ist wiederum ein Joint-Venture der britischen Go-Ahead Group und der französischen Keolis. Der erste dieser Züge wurde am 23. August 2007 im Hafen von Southampton angelandet.
Mit der Übernahme von AnsaldoBreda im Jahr 2015 konnte Hitachi mit der neuen Sparte Hitachi Rail Italia in Europa Fuß fassen. Die italienische Trenitalia bestellte zahlreiche Triebzüge der neu entwickelten Plattform Masaccio. Die elektrischen Doppelstockzüge erhielten die Bezeichnung Rock oder Caravaggio. Die dieselelektrischen Blues-Triebzüge sind optional mit Akkus aufrüstbar. Hitachi bietet mit der Sirio-Plattform von AnsaldoBreda auch Straßenbahnen an.
Hitachi Rail Europe liefert verschiedene Varianten des AT300 für das Intercity Express Programme (IEP) des britischen Verkehrsministeriums. Dieses hatte den Nachfolger für den  High Speed Train (HST) bestimmt, der auf den Hauptlinien in Großbritannien fuhr. Für die Endfertigung der Züge baute Hitachi im nordenglischen Newton Aycliffe ein Werk, das 2015 in Betrieb ging.
Zusammen mit Bombardier konnte Hitachi 64 Hochgeschwindigkeitszüge des Typs FS Frecciarossa 1000 an die Trenitalia liefern. Für die britische High Speed 2 werden 54 Züge gebaut (seit 2022).